# Erich Masur
Paul Erich Masur (* 8. Januar 1886 in Berlin; † 8. November 1963 ebenda) war ein deutscher Jurist. Er amtierte u. a. als Landgerichtsrat in Berlin und als Landgerichtspräsident in Itzehoe.

## Leben und Tätigkeit

### Frühes Leben
Masur war der Sohn des Kaufmanns Adolf Masur und seiner Ehefrau Klara, geborene Schubert. Der Vater arbeitete als Prokurist im Kohlegroßhandelsgeschäft Caesar Wollheim und war vom Judentum zum Christentum konvertiert. Die Mutter war von Geburt an Christin. Erich Masur selbst war evangelisch getauft und bekannte sich zum Christentum.
Den Schulbesuch absolvierte Masur von 1896 bis 1905 am Falk-Realgymnasium in Berlin, das er zu Ostern 1905 mit dem Reifezeugnis verließ. Von 1905 bis 1908 studierte Masur Rechtswissenschaften an den Universitäten Freiburg (1 Semester), Halle (1 Semester) und Berlin (4 Semester). Am 6. November 1908 legte er am Berliner Kammergericht das 1. Juristische Staatsexamen (Referendarprüfung) ab, das er mit dem Prädikat „ausreichend“ bestand. Von 1908 bis zum 17. Mai 1913 durchlief Masur den juristischen Vorbereitungsdienst. Am Ende desselben bestand er die große juristische Staatsprüfung mit dem Prädikat „gut“. Während des Vorbereitungsdienstes wurde er 1909 an der Ruprecht-Karls-Universität Heidelberg mit einer von Friedrich Endemann betreuten Arbeit aus dem Bereich des Erbrechts zum Dr. jur. promoviert. Die Doktorprüfung bestand er am 13. Juli 1909 mit dem Prädikat „cum laude“.
Von 1913 bis 1915 war Masur als Gerichtsassessor beim Amtsgericht in Berlin, beim Landgericht Berlin und als Anwaltsassessor bei dem Justizrat Baumert in Berlin-Spandau beschäftigt. Von April 1915 bis zum 12. Juli 1916 war er Gerichtsassessor bei der Staatsanwaltschaft Landsberg an der Weichsel. Von 1916 bis 1918 nahm Masur mit einem Pionier-Bataillon der preußischen Armee am Ersten Weltkrieg teil.

### Karriere in der Weimarer Republik
Von 1919 bis 1926 war er dann als Assessor und Landgerichtsrat beim Berliner Landgericht und Amtsgericht in Straf- und Zivilsachen tätig: Erst, ab Juni 1920, als ständiger „Hilfsarbeiter“, dann, ab März 1921, als Landgerichtsrat. Ab 1926 war er beim Berliner Kammergericht als Vorsitzender einer Hilfskammer und ab Dezember 1927 als Vorsitzender einer regulären Kammer für Handelssachen tätig.
Im November 1928 wurde Masur zum Landgerichtsdirektor ernannt und fortan als Untersuchungsrichter und Vorsitzender der großen Strafkammer in Berlin. Ab dem 1. Februar 1929 war er zusätzlich hierzu als Amtsgerichtsrat beim Amtsgericht Berlin-Mitte beschäftigt, wobei er Vorsitzender einer Schöffengerichtsabteilung wurde. Ab dem 15. Oktober 1930 war Masur zugleich Präsident der Reichsdisziplinarkammer in Potsdam.
Der bekannteste Fall über den Masur als Richter den Vorsitz führte, trug sich am 14. Mai 1932 zu: An diesem Tag wurde unter seiner Ägide vor dem Schnellschöffengericht Berlin-Mitte gegen vier Reichstagsabgeordnete der NSDAP wegen des Verdachtes, dass sie sich jeweils an einem oder beiden tätlichen Angriffen beteiligt hatten, die zwei Gruppen von NSDAP-Abgeordneten des Reichstags am Vortag im Reichstagsgebäude kurz nacheinander (erst im Reichstagsgebäude und dann im rechten Wandelgang des Gebäudes) auf den sozialdemokratischen Publizisten Helmuth Klotz verübt hatten, verhandelt. Grund für die Angriffe war gewesen, dass Klotz wenige Wochen zuvor eine Broschüre veröffentlicht hatte, in der er einige ihm zugespielte Privatbriefe des SA-Chefs Ernst Röhm publik gemacht hatte, aus denen die homosexuelle Veranlagung Röhms hervorging, die so erstmals öffentlich nachgewiesen wurde. Der daraus entstandene Skandal um die Person Röhm hatte der NSDAP bei dem zweiten Wahlgang für die Reichspräsidentenwahl der NSDAP erheblich geschadet und sie nach Ansicht vieler Beobachter eine große Zahl von Stimmen gekostet. Unter den vier NSDAP-Abgeordneten, die sich vor Masurs Schöffengericht zu verantworten hatten, weil sie dringend verdächtigt wurden, tätlich auf Klotz bei einer oder beiden Angriffsgelegenheiten eingeschlagen zu haben und ihn außerdem beschimpft zu haben, war Gregor Straßer, der damals nach Hitler weithin als der zweitwichtigste Mann in der NSDAP galt. Die übrigen drei Angeklagten waren Edmund Heines (der als Anführer des Angriffs im Reichstagsrestaurant galt) sowie Wilhelm Stegmann und Ernst Wetzel.
Die Anklage gegen die Männer war trotz ihrer parlamentarischen Immunität möglich, da sie unmittelbar nach der Begehung der Tat bzw. innerhalb von 24 Stunden nach Begehung derselben in Untersuchungshaft genommen worden waren. Am Ende des Verfahrens sprachen Masur und der beigeordnete Richter Gregor Straßer aus Mangel an Beweisen frei, während sie Heines, Wetzel und Stegmann zu Haftstrafen von je drei Monaten Gefängnis zusprachen (diese brauchten die drei indessen aufgrund ihrer Immunität vorerst nicht anzutreten). Aufgrund der Amnestie vom Dezember 1932 wurde das Verfahren gegen die drei verurteilten Abgeordneten schließlich eingestellt, noch bevor das Revisionsverfahren durchgeführt worden war.

### NS-Zeit
Wenige Monate nach dem Regierungsantritt der Nationalsozialisten wurde Masur zum April 1933 zunächst beurlaubt und dann zum 1. November 1933 gemäß §3 des Gesetzes zur Wiedereinführung des Berufsbeamtentums in den Ruhestand versetzt. Er bezog ein Ruhegehalt und lebte mit seiner Frau weiter in Berlin-Wilmersdorf. Da er als „Jüdischer Mischling“ im Sinne der Nürnberger Rassegesetze galt, blieb er von den systematischen Judenverfolgungen verschont. Vom 26. Juli 1944 bis 25. April 1945 nahm er am Zweiten Weltkrieg teil, in welcher Funktion ist nicht bekannt.

### Nachkriegszeit
Kurz nach Kriegsende wurde Masur am 11. August 1945 (mit Wirkung zum 26. Juli 1945) zum ersten Präsidenten des Landgerichts Itzehoe nach dem Zweiten Weltkrieg ernannt. Diese Stellung hatte er inne, bis er mit Wirkung vom 31. Januar 1954 in den Ruhestand versetzt wurde. Als Ruheständler lebte er wieder in Berlin.
Masurs Name ist auf der Gedenktafel für jüdische Juristinnen und Juristen, die während der NS-Herrschaft aufgrund ihrer Herkunft verfolgt wurden, die am 6. Oktober 2010 im Gebäude des Deutschen Richterbundes in der Kronenstraße 73–74 in Berlin angebracht wurde, verzeichnet.

## Ehe und Familie
Am 22. September 1920 heiratete Masur in Berlin-Schöneberg Grete Elise Schmidt. Die Ehe blieb kinderlos. Masur war ein Vetter des Historikers Gerhard Masur (1901–1975).

## Schriften
- Wieweit kann der Vater eines erbberechtigten nasciturus nach § 1912 BGB wirksame Verfügungen über Nachlassgegenstände vornehmen, sofern kein lebendiges Kind geboren wurde? Borngraeber, Berlin 1909, OCLC 183269613/OCLC 1071409017 (Zugleich: Dissertation, Universität Heidelberg, 1909).[10]
Auch erschienen unter dem Titel: Der Nasciturus und seine Stellung im geltenden bürgerlichen Recht. Borngraeber, Berlin 1909, OCLC 633730038.
- Die Geschichte der Hardenbergstraße. <aktenmäßige Darstellung> 1915, OCLC 254133046.